# ウボンゴ

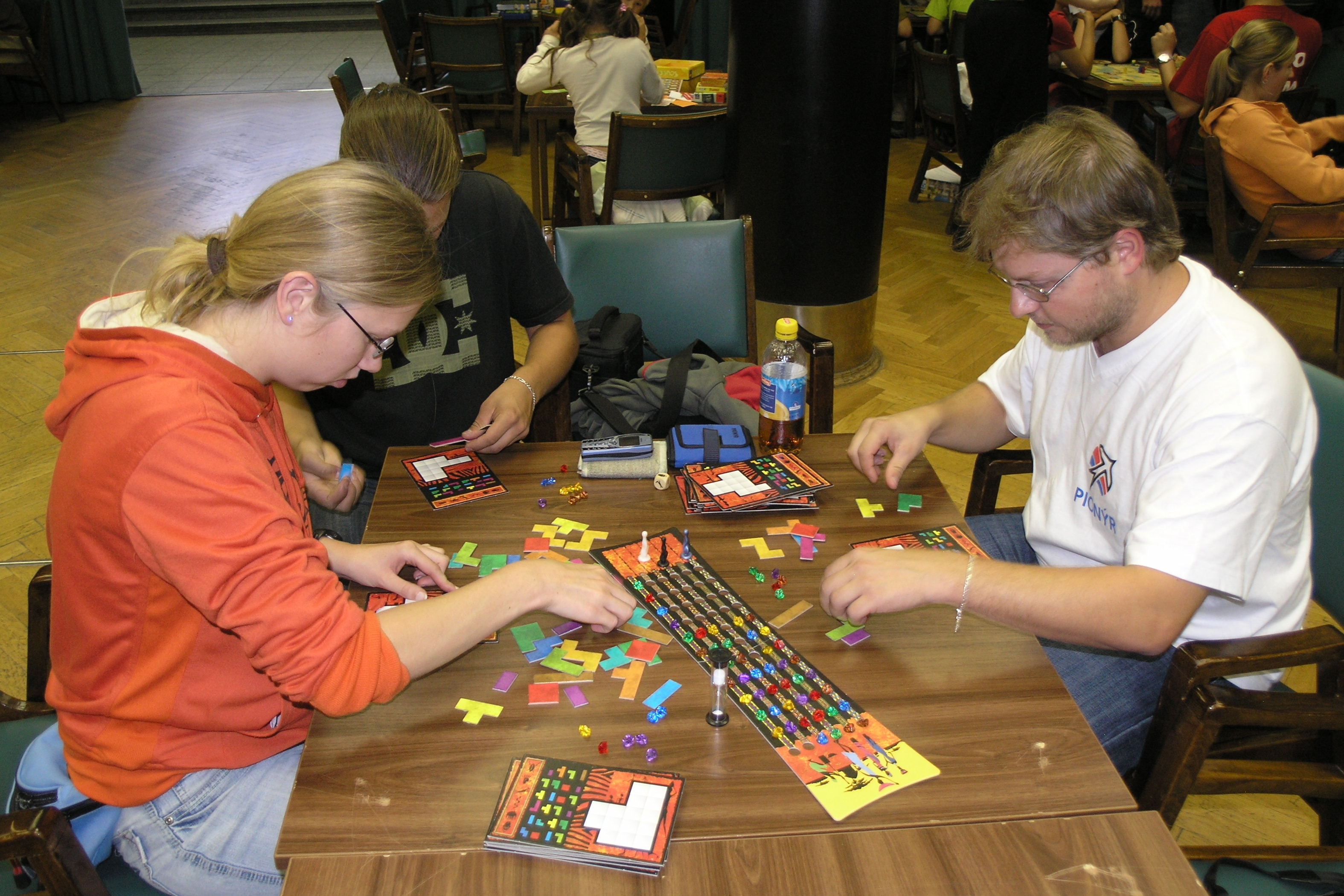
ウボンゴ

ウボンゴは、ポーランド生まれでスウェーデンのゲームデザイナーであるグルゼゴーツ・レヒトマン作のボードゲームである。
もともとはスウェーデンの出版社KärnanによってPyramidensPortarとして登場し、2003年にスウェーデンのÅretsゲーム賞を受賞した 。このゲームは、2005年に出版社のコスモスによってUbongoとしてドイツでリリースされ、ドイツのボードゲームコンペティションで4位になり、国際ゲーマーズ賞のファイナリストにも選出された。
なお、日本での販売元はジーピーであり、日本語版で出版されているものとして、ウボンゴ3D、ウボンゴ・ミニ（通常、ピースが三角形をいくつか組み合わせたもので構成されたトライゴ、ピースが六角形をいくつか組み合わせたもので構成されたエクストリーム）、そして、サンリオキャラクターによるデザインがなされた「ウボンゴ・ミニ・ハローキティ」が出版されている。
ウボンゴは8歳以上の1〜4人用のゲームで、プレイ時間は20~30分程度。タングラムとテトリスを組み合わせた、アブストラクト（抽象化）なパズルゲームとなっている。ゲームには、子どもや初心者のために、より少ないピースで簡略化されたバージョンでも遊べるようになっている。
メカニズムの点でいえば、子どもと大人の両方を楽しませるためのファミリーゲームとして優れていると言えよう。パズルを解くこと自体は、それ自体で楽しみを与えることになり、他のプレイヤーとの競争要素がある故に、さらに興奮をもたらしている。
なお、タイトルの「ウボンゴ」とは、現在東アフリカと中部アフリカで話されている言語、スワヒリ語で「頭脳」という意味がある。

## テーマ
厚紙製のパズルボードと宝石を乗せるメインボードは、黒と赤の背景に強い素朴な色で着色され、ジャングルやサバンナで発見することのできる動物が記された、アフリカやオーストラリアのアボリジニ文化をテーマにしたデザインになっている。得点コマとして、半透明でカラフルなプラスチック製の宝石も入っていることが特徴。

プレイヤーボードの例
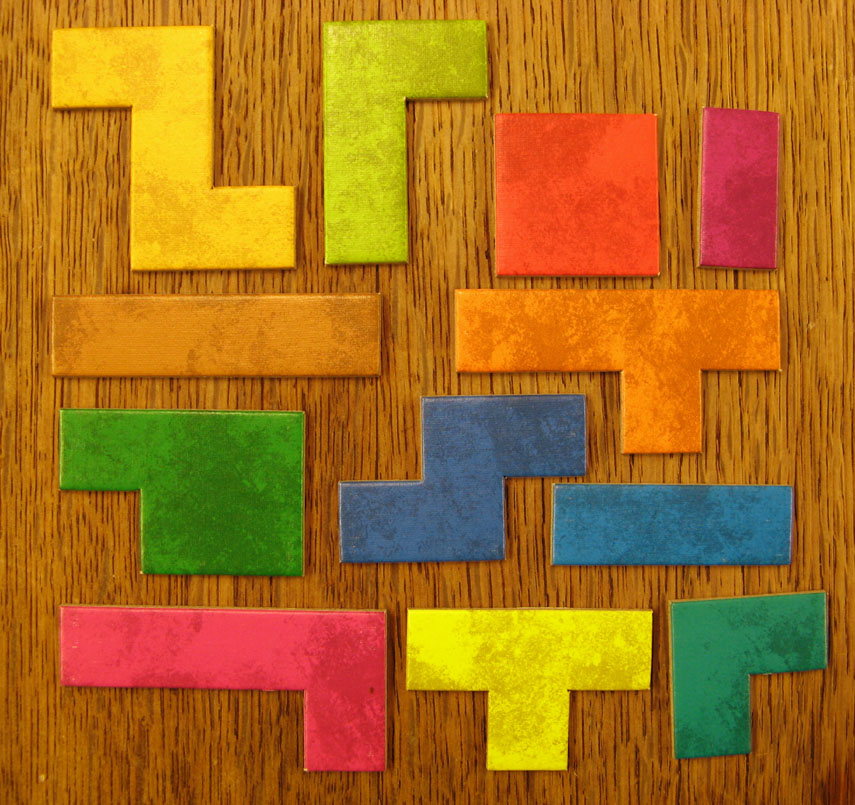
ゲームに使用するパズルピース
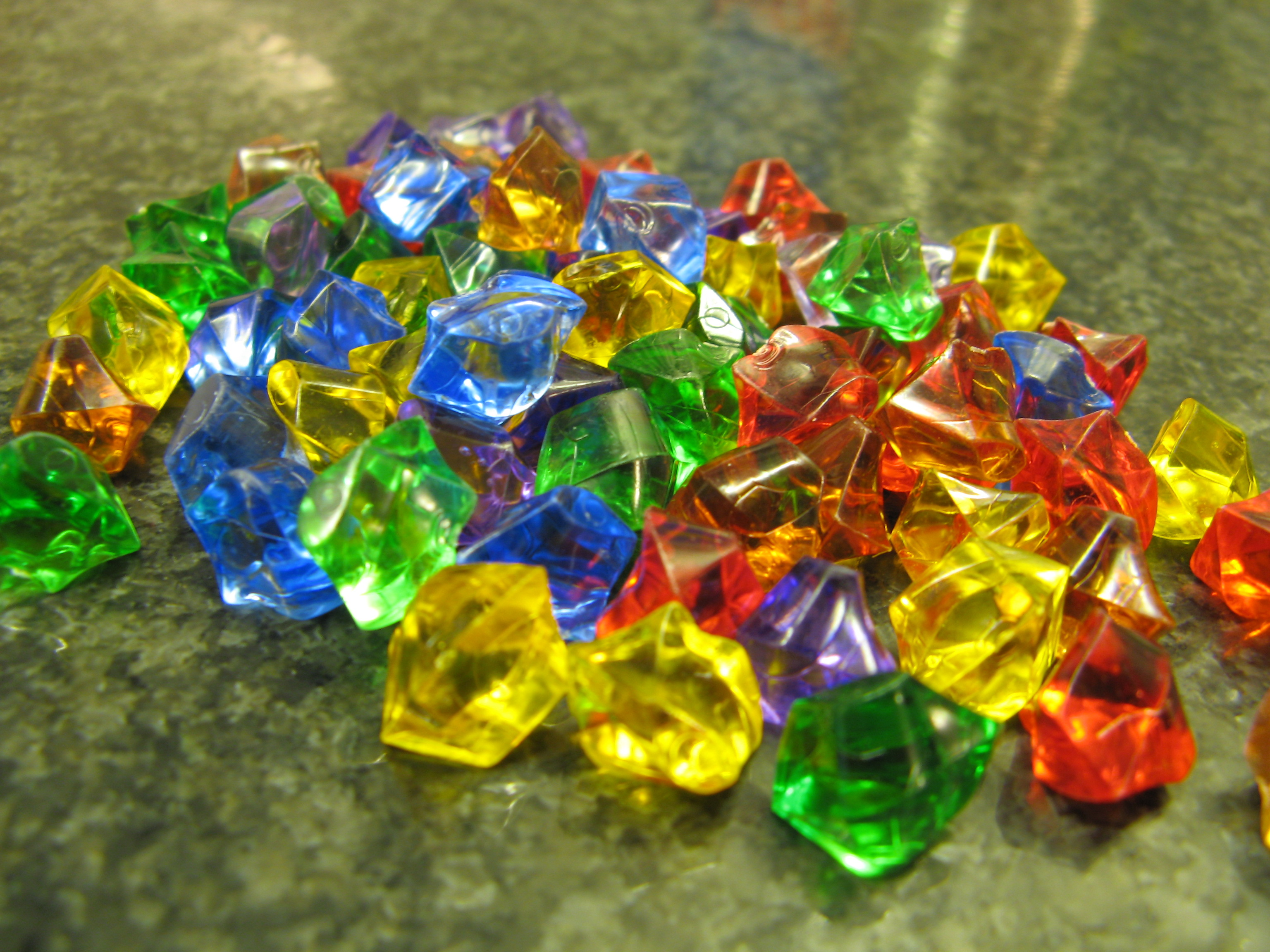
得点コマとなる宝石

## ルール
36枚のボードが入っており、各ボードの右側にはその形を作るための問題、左側にはその形を構成しているピースが4つ記されている。なお、裏表で異なる問題が記されており、裏面の問題は構成するピースが3つになった、簡単な問題が記されている。
各プレイヤーはボードを受け取り、ダイスを1つ振る。その出目に応じて、左側のピースを手元に用意し、右側のシルエットに合わせてピースを配置する。ピースを置く際に、はみ出たり、他のピースの上に重ねたりしてはならない。これを、砂時計がひっくり返され、落ちきるまでに完成させなければならない。

制限時間までに（砂時計の砂が落ちきるまでに）完成させることができた場合、完成させた全員がメインボードや袋に入った宝石を受け取ることができる。なお、完成が速かった順に順位をつけるが、その順位によってもらえる宝石に差が生まれることがある。その後、プレイヤーに異なるボードを配布し、ボードをすべて使いきるまで繰り返す。
ゲーム終了時、宝石の点数を計算し、最高点を獲得したプレイヤーが勝利する。